# Albert Victor Alexander
Albert Victor Alexander, primer Earl Alexander de Hillsborough KG CH PC (Weston-super-Mare, 1 de maig de 1885 – Londres, 11 de gener de 1965) fou un polític laborista britànic que fou tres cops Primer Lord de l'Almirallat, incloent el període de la II Guerra Mundial, i després ministre de Defensa amb Clement Attlee.
Va servir com a capità a la I Guerra Mundial i després fou membre del Parlament (1922-1924), secretari del Ministeri de Comerç (1924) i primer lord de l'almirallat (1929-1931). Va defensar la pau mundial i la supressió dels submarins, i va millorar les condiciones de treball dels mariners britànics. Va obrir a les classes baixes l'escola naval de Dartmouth. Fou altre cop primer lord de l'Almirallat (1940-1946), ministre de Defensa (1947-1950) i canceller del ducat de Lancaster (1950-1951). El 1950 va rebre el títol de vescomte. Del desembre de 1955 a l'octubre de 1964 fou el líder laborista a la cambra dels Lords.